# Pseudoboletus
Pseudoboletus is een geslacht van schimmels behorend tot de familie Boletaceae.

## Soorten
Volgens Index Fungorum bevat het geslacht twee soorten (peildatum augustus 2023):
| Soortnaam                                    | Auteur(s)        | Publicatiejaar |
| -------------------------------------------- | ---------------- | -------------- |
| Pseudoboletus astraeicola                    | (Imazeki) Šutara | 2005           |
| Pseudoboletus parasiticus (Kostgangerboleet) | (Bull.) Šutara   | 1991           |